# Peneothello cryptoleuca
Peneothello cryptoleuca é uma espécie de ave da família Petroicidae.
É endémica da Nova Guiné Ocidental, na Indonésia.
Os seus habitats naturais são: regiões subtropicais ou tropicais húmidas de alta altitude.